# Linha de sucessão ao trono belga

Na linha de sucessão ao trono belga usa-se a primogenitura igual entre sexos; desde 1991 homens e mulheres têm os mesmos direitos de sucessão, mas isso só conta para os filhos do Rei Alberto II, que governou de 1993 a 2013. Antes de 1991, a Bélgica utilizava a Lei Sálica.

## Linha de sucessão
- Rei Alberto II (n. 1934)
  -  Rei Felipe (n. 1960)
    - (1) Duquesa de Brabante (Princesa Isabel, n. 2001)
    - (2) Príncipe Gabriel (n. 2003)
    - (3) Príncipe Emanuel (n. 2005)
    - (4) Princesa Leonor (n. 2008)

  - (5) Arquiduquesa da Áustria-Este (Princesa Astrid, n. 1962)
    - (6) Príncipe Amadeu, Arquiduque da Áustria-Este (n. 1986)
      - (7) Arquiduquesa Ana Astrid da Áustria-Este (n. 2016)
      - (8) Arquiduque Maximiliano da Áustria-Este (n. 2019)
      - (9) Arquiduquesa Alix da Áustria-Este (n. 2023)

    - (10) Princesa Maria Laura, Arquiduquesa da Áustria-Este (n. 1988)
      - (11) Albert Isvy (n. 2025)

    - (12) Príncipe Joaquim, Arquiduque da Áustria-Este (n. 1991)
    - (13) Princesa Luísa Maria, Arquiduquesa da Áustria-Este (n. 1995)
    - (14) Princesa Letícia Maria, Arquiduquesa da Áustria-Este (n. 2003)

  - (15) Príncipe Lourenço (n. 1963)
    - (16) Princesa Luísa (n. 2004)
    - (17) Príncipe Nicolau (n. 2005)
    - (18) Príncipe Ameríco (n. 2005)